# Leptoropha
Leptoropha is een geslacht van uitgestorven aquatische Seymouriamorpha, bekend uit het Midden-Perm van Rusland.
De typesoort Leptoropha novojilovi werd in 1955 benoemd door Tsjoedinow op basis van holotype PIN 161/72, een schedel. De geslachtsnaam betekent 'smal dak' van uit het Grieks leptos en ὀροφή. Het is een tijd lang gezien een jonger synoniem van Rhipaeosaurus talonophorus maar in 2003 werd geconcludeerd dat de typesoort daarvan te onderscheiden valt en het geslacht dus geldig is. R. talonophorus werd meteen bij Leptoropha ondergebracht als een Leptoropha talonophora. Dit is overigens geen dwingend gevolg maar een subjectieve keuze.